# Aureliu Căpățână
Aureliu Căpățână a fost un magistrat român care a îndeplinit funcția de ministru al justiției (7 septembrie - 4 octombrie 1944) în guvernul Constantin Sănătescu (1).
A îndeplinit funcția de consilier la Înalta Curte de Casație și Justiție. A fost numit în funcția de ministru secretar de Stat la Departamentul Justiției în 7 septembrie 1944, după încheierea perioadei de interimat a lui Lucrețiu Pătrășcanu. A demisionat din funcție pe motiv de boală la 4 octombrie 1944.

## Lucrări
- Zile de război. Note de campanie din războiul de reîntregire, Ed. Prietenii Cărții, București, 1998, 208 p.